# Pogonioefferia cana
Pogonioefferia cana là một loài ruồi trong họ Asilidae. Pogonioefferia cana được Hine miêu tả năm 1916. Loài này phân bố ở vùng Tân Bắc giới.